# Thomas Hope
Thomas Hope (Ámsterdam, 30 de agosto de 1769 - Londres, 3 de febrero de 1831) fue un banquero, escritor, filósofo y coleccionista de arte anglo-neerlandés de origen escocés, mayormente conocido por su obra Anastasius, que según algunos expertos podría estar al nivel de las obras de Lord Byron. Fue el padre de los parlamentarios británicos Henry Thomas Hope y Alexander Beresford Hope.